# 上田昌孝
上田 昌孝（うえだ まさたか、1955年4月5日 - ）は日本の実業家。アメリカンホーム保険会社会長やセシール会長、フジ・ダイレクト・マーケティング社長、ディノス・セシール会長を歴任。現在、日本マクドナルドホールディングス取締役、子供向け職業体験施設キッザニアのエグゼクティブ・アドバイザー、日本企業の健全なガバナンス確立を目指す公益社団法人会社役員育成機構理事などを務める。

## 人物
熊本県出身。小学校5年生から4年間イギリスで暮らす。1974年成蹊高等学校卒業、1979年一橋大学経済学部卒業、同年三菱銀行入行。しかし年功序列になじめず退社。1983年アメリカン・エキスプレス・インターナショナル日本支社入社。
1997年アメリカン・エキスプレス・インターナショナル日本支社グローバルネットワークサービス日本・韓国担当ヴァイスプレジデント。
2000年アメリカンホーム保険会社副会長、2001年会長兼最高経営責任者。2002年、満50歳から満80歳まで誰でも入れる“人生まだまだ 『これからだ』 （長期保障傷害保険）”の発売を開始。2006年楽天と資本・業務提携の合意を結ぶ。
2007年ING Direct services顧問。
2007年、当初の取締役選任案には含まれていなかったが、ライブドアが株主総会に提出した修正動議によりセシール代表取締役会長兼最高経営責任者に就任。2008年定款変更により会長と社長のポストを廃止し、ライブドアグループ出身の佐谷聡太社長が退任し、唯一の代表取締役となる。2009年ライブドアグループから離脱し、フジ・メディア・サービスの子会社となった。2010年4月フジ・ダイレクト・マーケティング代表取締役社長兼務。株式会社セシールコミュニケーションズ取締役、株式会社セシールロジスティックス取締役、株式会社アルマード代表取締役、賽誌麗商貿有限公司董事長なども務める。
2013年に株式会社セシールがフジグループのディノス社と合併するとともに、取締役会長に就任。2015年6月には同社相談役となる。2016年3月日本マクドナルドホールディングス株式会社取締役。同年10月株式会社光通信顧問。2017年7月株式会社スカラ顧問。
セシールの本社がある香川県高松市で、同じ一橋大出身の吉田誠（元香川大学教授）と知り合い、香川大との間でインターンシップ受け入れやオープン講義などの交流を持つ。2010年から2014年まで香川大学キャリア支援センター客員教授も務め、2016年まで非常勤講師を務めた。
2014年から、異業種を含む幅広い事業への関与を深め、キッザニアを運営するKCJ GROUP社のアドバイザーに就任。 また、コポーレート・ガバナンスの確立が遅れている日本企業のあり方にも危機感を感じ、同様の問題意識を持って活動する公益社団法人会社役員育成機構に参加した。